# Myrcia martiusiana
Myrcia martiusiana là một loài thực vật có hoa trong Họ Đào kim nương. Loài này được Casar. mô tả khoa học đầu tiên năm 1843.